# Вукашин Мрњавчевић
Вукашин Мрњавчевић (Ливно, 1320 — Черномен, 26. септембра 1371) био је српски средњовековни великаш и краљ од 1365. до 1371. године.
Као један од најмоћнијих велможа у нејединственом Српском царству, Вукашин је крунисан за краља 1365. године како би деловао као савладар цара Стефана Уроша V. Вукашин се 1369. године политички разишао са све немоћнијим царем, а већ 1371. године је заједно са својим братом, деспотом Јованом Угљешом, погинуо у Маричкој бици у походу предузетом против Османлија.
У народној традицији Вукашин је нетачно осуђен као узурпатор и убица цара Уроша, назива се „жура Вукашин“.

## Порекло и успон
О пореклу краља Вукашина, као и његове породице не зна се много. Дубровачки историчар Мавро Орбин (1563 — 1610) је записао да је краљ Вукашин био син сиромашног властелина Мрњаве из Ливна у данашњој Босни. Из Ливна се Мрњава преселио у Херцеговину, у Благај на Буни, притоци Неретве, а одатле га је Стефан Урош IV Душан позвао на свој двор. На владарском двору браћа Мрњавчевићи, Вукашин и Угљеша су, према византијском историчару из друге половине 15. века, Лаонику Халкокондилу, били носиоци дворских титула пехарника и коњушара. У савременим изворима прво се помиње Угљеша 1346. као Душанов намесник у Требињу, док се Вукашин у марту 1350. налазио на положају жупана у Прилепу. У том периоду Вукашинова сестра Јелена је удата за Николу Радоњу, сина севастократора Бранка Младеновића који је господарио Охридом у име српског цара. Претпоставља се да управо у ово време почиње везивање Мрњавчевића за територију данашње Северне Македоније .
После смрти цара Душана, током владавине његовог наследника Стефана Уроша V (1355 — 1371) долази до постепеног осипања владарског ауторитета. Пошто је Душанов полубрат Симеон (1359 — 1372) узурпирао власт у Епиру и Тесалији, после 1360. долази до стварања других феудалних области у оквиру Српског царства. Најмоћнији велможа неко време био је владар западних крајева Царства, кнез Војислав Војиновић који је, иако званично лојалан цару, за свој рачун водио рат против Дубровачке републике (1358 — 1362) . Како би што пре испословали склапање мира, Дубровчани су поред цара Уроша, писали у мају 1362. године и царици-мајки Јелени и Вукашину, што открива да је Мрњавчевић тада био једна од најутицајнијих личности на српском двору. Како је у овом периоду текло стварање Вукашинове феудалне области није познато, као што није познат ни њен тадашњи обим. Најзад, изненадна смрт кнеза Војислава Војиновића у септембру 1363. отворила је простор за даље снажење Мрњавчевића.

## Савладарство
Смрт кнеза Војислава поклопила се временски и са одласком још неколико знаменитих велможа из Душановог времена попут царевог зета деспота Дејана или деспота Јована Оливера. У међувремену, Мрњавчевићи су склопили неколико брачних веза помоћу којих су се ближе повезали с другим великашким кућама. Вукашин је своју ћерку Оливеру око 1365. удао за Ђурђа I Балшића, старешину породице Балшића, док је Марко ожењен Јеленом, ћерком Радослава Хлапена. Угљеша се пак оженио Јеленом (Јефимијом), ћерком кесара Војихне, намесника Драме, а рођак Мрњавчевића највероватније је био и Влатко Паскачић, ктитор манастира Псаче. Разгранате родбинске везе Мрњавчевића нису допринеле стварању политичког јединства међу различитим територијама обласних господара, али су ојачале углед и моћ Вукашинове породице.
После смрти кнеза Војислава Војиновића, цар Урош је изгубио подршку српске властеле у рашким крајевима, али се затим окренуо Мрњавчевићима, као најмоћнијој породици у тзв. грчкој земљи . Цар је прво Вукашину доделио високу титулу деспота, а у септембру или августу 1365. Вукашин је крунисан за краља и тако произведен у царевог савладара. Вукашина је крунисао српски патријарх Сава IV уз благослове самог цара и царице-мајке Јелене. Истом приликом Јован Угљеша је проглашен за деспота, али није извесно да ли је тада и Вукашинов син Марко произведен у младог краља . Ипак, уздизање Мрњавчевића с незадовољством су прихватили представници других великашких породица, пошто се сматрало да скоројевићи Мрњавчевићи желе да замене светородну династију Немањића која је већ спала на бешчедног цара Уроша . У почетку, цар и краљ су владали у слози што потврђује заједнички новац који је кован у царским ковницама, као и документ из Дубровачког архива који сведочи да су у јесен 1366. Урош и Вукашин слали заједничку делегацију у Дубровник. Такође, у задужбини севастократора Влатка Паскачића у Манастиру св. Николе у Псачи сачуван је заједнички портрет савладара тако што је Урош приказан с десне стране, као старији по рангу, а Вукашин с леве. Вест о томе да је Урош добровољно даровао Вукашину краљевску титулу сачувана је и у Краљевству Словена (1601) Мавра Орбина.
Као царев савладар Вукашин је формално владао преосталим крајевима Српског царства. Ипак, у реалности, Вукашин је остао један од обласних господара. Осамостаљени великаши посматрали су краља Вукашина као опасног такмаца и потенцијалну опасност као неког ко је могао да ојача централну власт. Поред тога, Вукашин је био први краљ који није био родом из светородне династије Немањића и друге племићке породице су га, ради сопствених интереса, посматрале као узурпатора. Међутим, титуле које им је доделио цар Урош биле су Мрњавчевићима легитимна основа за даље ширење њихове власти. Вукашин, који се на повељама потписивао као „краљ Срба и Грка“, после 1365. проширио је своју власт на северу све до Новог Брда и Приштине, која је, према Орбину, била његова престоница. Вукашин је такође држао и Скопље и Призрен, а свакако је имао утицај и на своје сроднике Балшиће у Зети и Радослава Хлапена. Река Вардар је највероватније представљала само формалну границу између области краља Вукашина и његовог брата деспота Угљеше. Угљеша је управо током 1365. постао неоспорни господар Серске области пошто је најзад натерао Душанову удовицу Јелену, сада монахињу Јелисавету, да се повуче у манастирски живот.

## Сукоби међу српским великашима
До краја савладарства између цара Уроша и краља Вукашина дошло је, по свему судећи 1369. године. После периода снажења српских великаша у земљама царства, наступио је и период постепеног успона рашких великаша жупана Николе Алтомановића и кнеза Лазара Хребељановића. Ширење Вукашинове власти на север у правцу рудницима богатог Косова изазвало је сукоб с рашком властелом. Према Мавру Орбину, Алтомановић и Хребељановић су склопили савез против Мрњавчевића и на своју страну привукли и цара Уроша. До преломног сукоба између савезника и Мрњавчевића дошло је на Косову пољу 1369. године. Лазар се већ на почетку битке повукао са бојног поља, док је војска ратоборног жупана Алтомановића тешко пострадала док се он сам једва спасао. Цар Урош био је заробљен са неколико дворских властелина, док су његови људи такође поубијани. Крај установе савладарства уједно је означио и нестанак макар и формалних трагова централне власти у Српском царству. После 1369. цар Урош практично нестаје с политичке сцене, док Вукашин иступа као самостални владар. Иако су Дубровчани Урошу до краја његовог живота исплаћивали светодимитарски доходак, у априлу 1370. су се и поред живог цара директно обратили краљу Вукашину који им је самостално и без помињања свог савладара потврдио привилегије.
Сукоби међу властелом су затим и даље настављени. Никола Алтомановић је убрзо успео да се опорави од сукоба из 1369. захваљујући подршци угарског двора. Као сусед и супарник Балшића и противник из 1369, Алтомановић је навукао гнев Мрњавчевића. Сада су Мрњавчевићи, Балшићи и Дубровчани склопили савез против жупана Николе. У јуну 1371. краљ Вукашин је са сином Марком и бројном војском боравио у Скадру Балшића одакле се планирао поход према Оногошту (данашњем Никшићу). Ипак, дуго планирани савез се распао у последњем тренутку пошто се Вукашин, по позиву брата Угљеше, морао окренути дешавањима на источним границама Серске области.

## Маричка битка
Крајем седме деценије 14. века Османлије су се учврстиле у долини реке Марице и почели су њихови пљачкашки упади на територије деспота Угљеше. Деспот је већ 1368. водио озбиљне преговоре о савезу са Византинцима, али се од несложног цариградског двора није могла добити брза помоћ, посебно у време када је цар Јован V Палеолог превасходно очекивао помоћ из западне Европе. Угљеши је конкретну помоћ пружио једино његов брат краљ Вукашин, легитимно крунисани српски краљ. Рашка властела је због непријатељства према Мрњавчевићима остала ван припрема за борбу против Турака, Балшићи су били презаузети сукобима с Алтомановићем и Карлом Топијом, севастократор Влатко 1371. вероватно више није био међу живима, док за Радослава Хлапена није извесно да ли је учествовао у Маричкој бици.
Према српском историчару Радету Михаљчићу читав злосрећни поход из 1371. сведочи о храбрости и државничком таленту Вукашина и Угљеше који су решили да протерају Турке с Балкана заузимањем османске престонице Једрена. Победа на граници била би привремено решење, а заузимање Једрена би озбиљно пољуљало положај Османлија у Европи. Међутим, недалеко од Једрена код Черномена на Марици браћа су изгинула у борби с Османлијама 26. септембра 1371. године. Услед недостатка извора тешко је рећи ишта одређеније о самој бици. Старац Исаија, савременик догађаја, у свом запису бележи:
Јер Турке не истераше већ сами од њих изгибоше и кости им тамо падоше и непогребене осташе, и велико мноштво војске или погибе од мача или допаде ропства, а неки умакоше и вратише се.
Османска победа је непосредно после битке довела до нестанка Угљешине Серске области, а затим и до тога да су краљ Марко, браћа Драгаши, византијски цар Јован V Палеолог и бугарски владари постали вазали турског султана Мурата I. Српски цар Урош, који у догађајима који су претходили бици није имао никакву улогу, преминуо је 2. или 4. децембра 1371. године чиме је престала да постоји немањићка држава. Вукашина је наследио његов син Марко који је легитимно понео краљевску титулу, независно од тога да ли је Марко проглашен за младог краља са царевим пристанком или без њега. Ипак, Маричка битка је означила крај превласти Мрњавчевића, а османском вазалу Марку, од читаве територије којом је господарио његов отац, преостала је само западна Македонија.

## Породица
Вукашин је био ожењен Јеленом, која се у изворима још назива Аљена и Јевросима. Према легенди, отац и син — краљ Вукашин и краљевић Марко Мрњавчевић, правили су своја венчања у манастиру Зрзе. Познато је да је Аљена надживела супруга и да се после битке на Марици замонашила. Преминула је после 1388. као монахиња Јелисавета. Вукашин и Јелена имали су бар петоро деце, четворицу синова и ћерку Оливеру:
- Марко (погинуо 17. маја 1395), познатији као Краљевић Марко из народне традиције, титуларни српски краљ од 1371. до 1395. године.
- Андријаш (умро пре 1399), обласни господар у западној Македонији, потом од 1394. српски властелин у служби угарског краља Жигмунда Луксембуршког (1387 — 1437).
- Иваниш, погинуо 1385. у борби са Османлијама на Саурском пољу.
- Дмитар (умро после 1407), српски властелин и дипломата Жигмунда Луксембуршког.
- Оливера, прва супруга Ђурђа I Балшића за кога је била удата око 1365. до 1371. године.

## Краљ Вукашин у народној епској поезији
Краљ Вукашин Мрњавчевић је централна личност народних епских песама Женидба краља Вукашина, Урош и Мрњавчевићи, Зидање Скадра.